# Argynnis pluto
Argynnis pluto är en fjärilsart som beskrevs av Oswald Heer 1850. Argynnis pluto ingår i släktet Argynnis och familjen praktfjärilar. Inga underarter finns listade i Catalogue of Life.